# 天主教韦尔切利总教区
天主教韦尔切利总教区（拉丁语：Archidioecesis Vercellensis）是罗马天主教在意大利西北部皮埃蒙特大区设立的2个总教区之一（另一个是天主教都灵总教区），韦尔切利教省的中心，该教省还包括天主教亚历山德里亚教区、天主教比耶拉教区、天主教蒙费拉托堡教区和天主教诺瓦拉教区。現任總主教為馬爾科·阿諾爾福（Marco Arnolfo）。
韦尔切利总教区下设118个本堂区。